# Melchor Vásquez de Ávila
Melchor Vázquez Dávila, (España, siglo XVI - Quito, siglo XVI) fue un conquistador, explorador español que vivió durante la segunda mitad del siglo XVI. Fue Gobernador de Quito desde 1559 hasta el año de 1563 y también fue el tercer gobernador de la provincia de Quijos, durante el reinado de Felipe II de España. 

## Reseña biográfica

### Gobernador de Quito
Fue designado como Gobernador de Quito por el Virrey Andrés Hurtado de Mendoza Marqués del Cañete, el 7 de julio de 1559. El Virrey Conde de Nieva le confirmó el 24 de 1561 el cargo de Gobernador de Quijos y la Canela. Mientras gobernaba Quito, se enfocó en lograr el control sobre las Provincias Orientales, especialmente en la región norte, lo que se conocía como Quijos. En dicho territorio se crearían los poblados de Baeza, Ávila y Archidona, en contorno de treinta leguas. Todas ellas fueron gobernaciones de Melchor Vázquez de Ávila. Sin embargo, después de la fundación se deberían esperar varios años hasta la reducción del territorio de los locales y el poblamiento de la ciudad. Mientras era gobernador de Quito en 1562, envió por su teniente y capitán general a Andrés Contero, con el fin de conquistar y poblar en este año con 300 soldados. En esta empresa gastaría cerca de 30 mil pesos. De esta forma lograría poblar las ciudades de Ávila y Archidona. Sin embargo esto no duraría mucho puesto que fueron despobladas dentro de 17 o 18 años, debido a un alzamiento de los indígenas.

### Gobernador de Quijos y Fundación de Macas
En 1548 Pedro de la Gasca había creado las Provincias Orientales cuando fungía como Virrey del Perú, sin embargo se llevarían a cabo ciertas disputas territoriales entre las distintas gobernaciones. Se habían establecido las gobernaciones de Quijos, al norte de la amazonía de Ecuador y de Yaguarzongo al sur, entre las cuales se encontraba la actual provincia de Morona Santiago, con su ciudad Macas. Por esta razón hubo una pelea entre Melchor Vásquez de Ávila, por parte de la Gobernación de Quijos, con Juan Salinas de Loyola de la Gobernación de Yaguarzongo. Vásquez de Ávila fue el sucesor de Núñez de Bonilla en la provincia de Quijos y tenía como objetivo anexar el territorio de Macas. Esta situación sin embargo fue fruto del "abandono" de la zona por parte del Capitán Hernando de Benavente quien fuera Gobernador de “ Macas” por lo que desde 1549, empiezan las discusiones entre Vásquéz de Ávila y Salinas de Loyola. Estas provincias se habían creado en el año de 1548: Mocoa y Sucumbíos Quijos, al Norte; Macas al centro y Yaguarzongo al Sur.
Existe la solicitud hecha por Melchor Vásquez de Ávila al Rey para poder emprender la exploración de la Amazonía y donde se fijan las condiciones y beneficios en caso de tener éxito en la empresa. Aquí se puede ver la expectativa de encontrar minas y de empezar ciudades, para lo cual Vásquez pedia que una parte le sea adjudicado como beneficio. Se reproduce sus escritos con el castellano de la época:

Que se Ie entregue la gobernación por su vida, la de su hijo mayor y la de su nieto y que se Ie permita en todo el distrito de la gobernacion repartir y encomendar indios a los espanoles por tres vidas que atento a los muchos gastos en trabajos que en aquellas provincias se padecen y ande padescer mas que en otras de las yndias por ser tierras montuosas e trabajosas de conquistar e pacificar e mucho mas de conservar y sino fuese con algún mas premio de 10 ordinario con dificultad se hallarian personas que quisiesen posponer el mucho trabajo nuestro a la esperanza de 10 por ellos no visto y repartir en ciudades y villas a las autoridades y demás vecinos solares, estancias, caballerias, etc y que por cuanto en la dicha governacion y destrito della ay gran noticia de suma cantidad de naturales... suplico a vuestra magestad sea servido de hazerme merced que de lo que asi descubriere, conquistare y poblare pueda senalar para mi y para mis descendientes treinta mill yndios perpetuos o treinta leguas de tierra e senorto me de comision para que pueda tasarlos tributos y aprovechamientos e demoras que los dichos naturalles de aquellas provincias devieren moderadamente dar con comision que en las partes que oviere minas e los naturales cercanos a ellas no pudieran dar otros aprovechamientos con la moderacion que me paresciese conveniente les pueda tasare apremiar a que saquen oro o plata para pagar los tributos que por tiempo y espacio de doze anos a mi a mis capitanes y lugares tenientes no se nos pueda tomar visita ni residencia que cuando vuestra magestad sea servido deme mandar tomar visita o residencia sea y se entienda sin que aya de dexar el cargo y administracion de la justicia y goviemo e que la determinacion de penas della solo pertenesca a vuestra magestad y a su real consejo de yndias
que porel tiempo delos dichos veinte anos se hagan merced aquellas provincias de que todo el oro e plata que en ellas de minas se sacare se pague al diezmo atento que como esta la dicha poblacion muy trabajosa e costosa y que en ella estan de nuevo an de yr son todos por la mayor parte muy pobres y en buscar las dichas minas y la labor dellas a de ser muy costoso e trabajoso... porque se animara mucha gente nescesitada en buscar y descubrir las diehas minas.
Melchor Vásquez de Ávila